# 阿林娜·阿斯塔费伊
阿林娜·阿斯塔费伊（羅馬尼亞語：Alina Astafei，1969年6月7日—），罗马尼亚、德国女子田径运动员。她曾代表罗马尼亚、德国参加1988年、1992年和1996年夏季奥林匹克运动会田径比赛，其中1992年奥运会获得一枚银牌。